# Huta cynku „Kunegunda”
Huta cynku „Kunegunda” – huta w Katowicach działająca w latach 1840–1963. Huta znajdowała się w dzielnicy Zawodzie, po wschodniej stronie dzisiejszej ulicy Murckowskiej i była jedną z pierwszych i największych hut tej części Katowic. W jej bezpośrednim sąsiedztwie działalność prowadziła huta Ferum.

## Historia
Huta, założona w 1840 roku przez Aleksandra Schreibera, właściciela dóbr Dziećkowice, była pierwszym zakładem dzielnicy. Po śmierci Schreibera przeszła na własność  kupca Wilhelma Raua z Wrocławia i hrabiego Adama Potockiego z Małopolski. Od nich huta przeszła w ręce M. Martulika i H. Rotha, którzy ją znacznie rozbudowali zgodnie z najnowszymi rozwiązaniami technologicznymi. W marcu 1905 r. huta weszła w skład firmy „Oberschlesiesche Zinkhütten Aktiengeselschaft”, która ponownie ją rozbudowała przez założenie prażalni cynku z fabryką kwasu siarkowego oraz linii do produkcji pyłu cynkowego. W latach 1910/1911  powiększono zakład ponownie, a w roku 1912 przeszedł on w posiadanie „Śląskiego Towarzystwa Akcyjnego dla Górnictwa i Hutnictwa Cynkowego” („Schlesische Aktiengesellschaft für Bergbau und Zinkhüttenbetrieb”) w Lipinach.
Po włączeniu śląska do Polski została przekazana w ręce Spółki Akcyjnej Śląskie Kopalnie i Cynkownie. W 1927 zatrudniała 569 osób, wyprodukowała w tamtym czasie 7772 tony cynku, 1187 ton pyłu cynkowego i 32 tony bieli cynkowej. W 1956 w hucie unieruchomiono prażalnie blendy, w 1962 zamknięto piec do rektyfikacji cynku, a rok później zakład całkowicie zakończył działalność. Budynki z wyjątkiem Katowickich Zakładów Metalowych oraz wieży wodnej zostały zburzone.

## Walcownia cynku Kunegunda
W 1890 w Mysłowicach przy ulicy Powstańców przez wrocławskiego kupca Hermana Rotha została wybudowana walcownia cynku, która była uzupełnieniem huty Kunegunda. W latach 1892–1902 dzierżawca obiektu, spółka „Schlesische Aktiengesellschaft für Bergbau und Zinkhüttenbetrieb”, wstrzymał pracę walcowni. Po 1902 roku walcownia wznowiła działalność.  
W 1903 roku powstała hala walcowni, która została przebudowana w 1907 roku. W okolicach lat trzydziestych XX wieku fabryka zakończyła swoją działalność jako walcownia, na krótko przed wybuchem II wojny światowej znajdowała się tam hala targowa, a po zakończeniu konfliktu w budynku mieściły się warsztaty Motozbytu. Po zamknięciu przedsiębiorstwa halę ponownie przekształcono do celów handlowych, znajduje się w niej m.in. market sieci handlowej Biedronka.